# Офа
Офа (на английски: Offa) е крал на Мърсия от 757 до 796 г. Обявява се за крал на Англия. Издава правен кодекс, който обаче не е запазен. Сключва търговски договор с Франкската държава на Карл Велики.